# Alpakafell

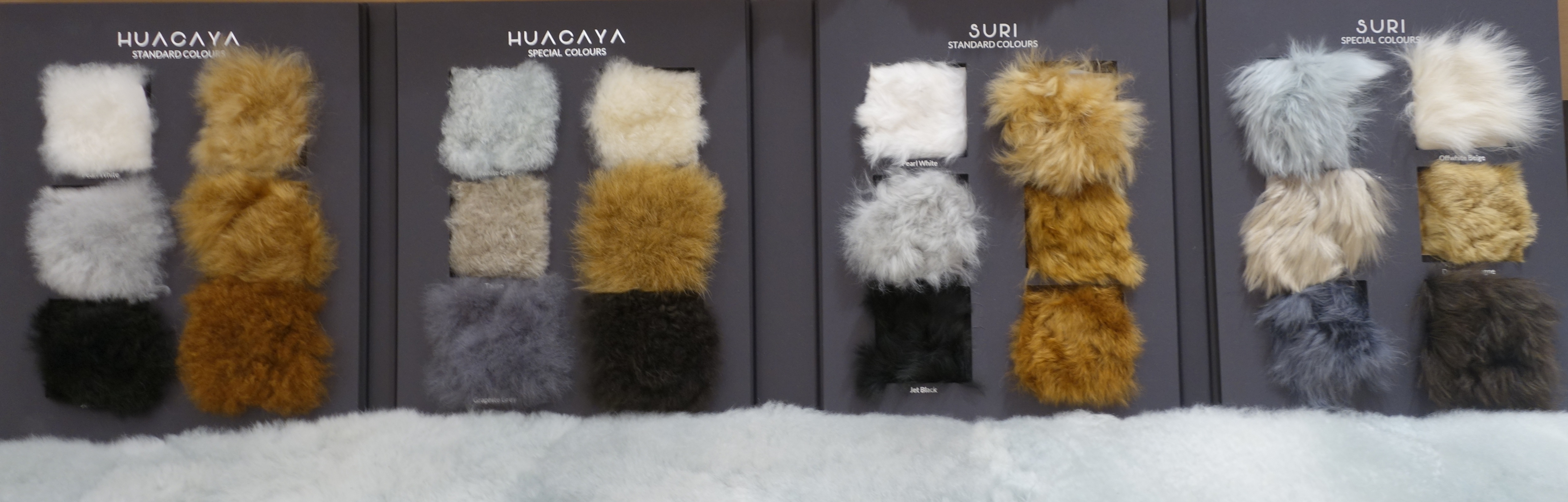
Alpakafell-Farbmusterkarte

Das Alpakafell wird als Handelsartikel nur in geringem Umfang der Verwendung und Weiterverarbeitung zugeführt. Das ursprünglich aus den südamerikanischen Anden kommende Alpaka wird hauptsächlich wegen seiner sehr langen, feinen und sehr dichten Alpakawolle gezüchtet, die zu Geweben versponnen wird. Die Wollschur erfolgt in der Regel einmal jährlich.

## Fell

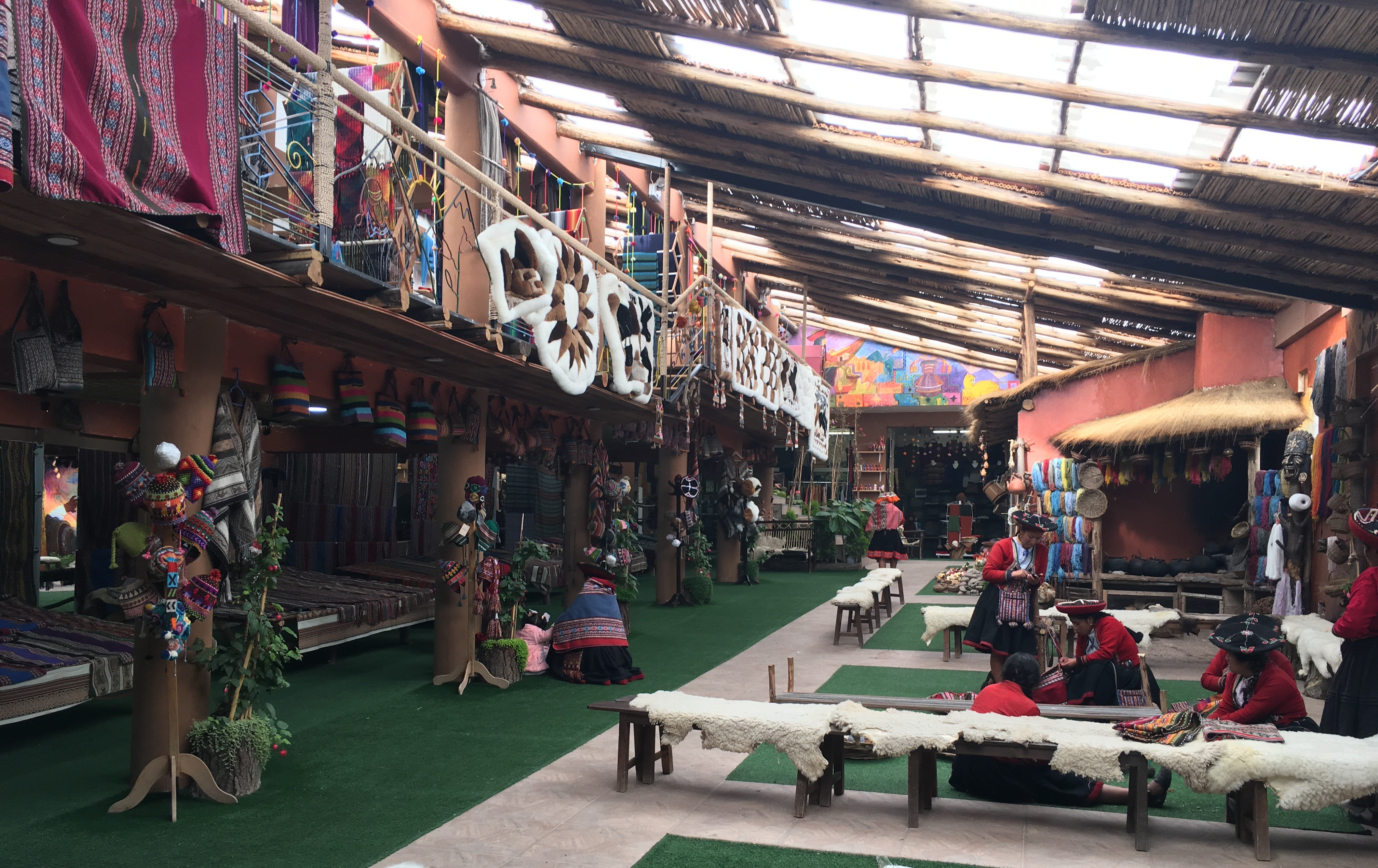
Alpakahof in der Nähe von Cusco, Peru

Es gibt zwei Alpakatypen, das Huacaya und das Suri. Sie unterscheiden sich in der Struktur ihrer Faser (Wolle): Das Huacaya-Alpaka hat eine feine, gleichmäßig gekräuselte Faser und einige Grannenhaare (Deckhaare). Das Suri-Alpaka hingegen hat keine Kräuselung in der Faser, das Haar bildet gelockte, gerade Strähnen, die am Tier herabhängen. An den Rumpfseiten der Alpakas ist das Haar besonders lang.
Die Oberflächen der braunen Haare sind von gleichmäßigem Durchmesser, ihre Deckschuppen sind kaum gezähnt. Die weißen Haare sind dagegen deutlich gezähnt mit deutlichem Mark, ihre Dicke schwankt erheblich. Gut zu erkennen ist eine grobe Streifung der Haarspitzen. Alpakawolle ist rauer als Vicunja- oder Kamelwolle, doch ist die Verteilung der Farbpigmente einheitlicher. Es scheint kein ausgeprägter jahreszeitlicher Haarwechsel zu bestehen, das Haar wächst in einer Länge von etwa 30 cm beständig nach.
Wie bei allen Kamelarten ist der Körperbau der Alpakas durch relativ langgestreckte, schlanke Beine, einen langen, dünnen Hals und einen kleinen, dreieckigen Kopf charakterisiert. Sie sind etwas kleiner als Lamas und erreichen durchschnittliche Widerristhöhen von 80 bis 100 cm. Die Felle weiblicher Alpakas sind etwas kleiner als die männlicher Tiere. Die Fellfarben reichen von Reinweiß über Beige zu allen Braun- und Rotbrauntönen bis hin zu Grauabstufungen und Tiefschwarz. Es gibt außerdem mehrfarbige, gescheckte Tiere in vielen Variationen.

## Geschichte

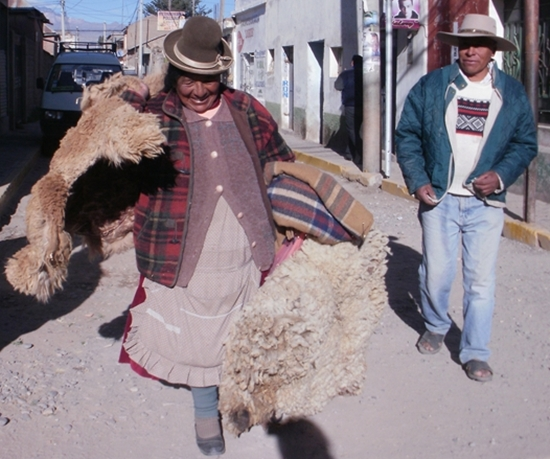
Ein Einwohner bringt Alpaka- oder Lamafelle zum Markt in Chivay, Peru (2000)

Die Domestizierung der Alpakas wie auch der Lamas setzte schon vor 6000 bis 7000 Jahren ein. Während das Lama den südamerikanischen Zivilisationen vor allem als Lasttier diente, wurde das Alpaka wegen seiner Wolle gezüchtet. Man verstand bereits die Felle der Alpakas und anderer Nutztiere zu gerben. Bei den Inka galt ein Mantel aus Alpakawolle als Zeichen des Wohlstands; allerdings war der herrschenden Kaste die noch feinere Vikunjawolle vorbehalten. Die Inkas züchteten große Alpakaherden. Dies änderte sich mit der Eroberung Perus durch die Spanier, die Schafe mitbrachten und kein Interesse daran zeigten, die einheimischen Nutztiere zu erforschen. So wurde das Alpaka zum Nutztier der armen, indianischen Bevölkerung und war zwischenzeitlich fast ausgestorben.
Erst mit der Unabhängigkeit der Staaten Südamerikas erkannte man erneut den Wert des Alpakas. Die Zucht wurde wieder aufgenommen und die Wolle in alle Welt exportiert, vor allem nach England. Im Amtlichen Bericht über die Industrie-Ausstellung aller Völker zu London im Jahr 1851 finden Angebote von Geweben aus oder mit Alpakawolle vielfache Erwähnung. Die Felle wurden um 1925 im Rauchwarenhandel noch nicht verwertet, außer dem Fleisch wurde nur die Wolle genutzt. Noch 1944 maß man dem Handel mit Fellen der Lamas und Alpakas nur „eine bescheidene und rein lokale Bedeutung“ bei. Um 2010 gab es etwa drei Millionen Alpakas, vorwiegend im südlichen Peru, dem westlichen Bolivien und Chile. Ein Hauptort der wollverarbeitenden Industrie und der Gerbereien von Lama- und Alpakafellen ist das 3550 Meter hoch, in einem Agrargebiet gelegene Sicuani im Süden Perus.
Auch in Europa werden zunehmend mehr Alpakas gehalten, teils als Hobby, teils zur Züchtung und Weiterverkauf. Im Schweizer Kanton Appenzell besteht in vierter Generation ein landwirtschaftlicher Betrieb, der sich seit 2004 als Nebenerwerb mit der Zucht von Alpakas und dem Vertrieb von Alpakafellen befasst. Durch zwei junge Leute wurde unter Mithilfe eines Investors im Jahr 2017 erstmals in Deutschland ein Unternehmen gegründet, das sich ausschließlich mit dem Vertrieb von Produkten aus Alpakafellen und Textilien aus Alpakawolle befasst, vor Ort auch in selbstbetriebenen Pop-Up-Stores deutscher Großstädte.

## Verarbeitung und Verwendung

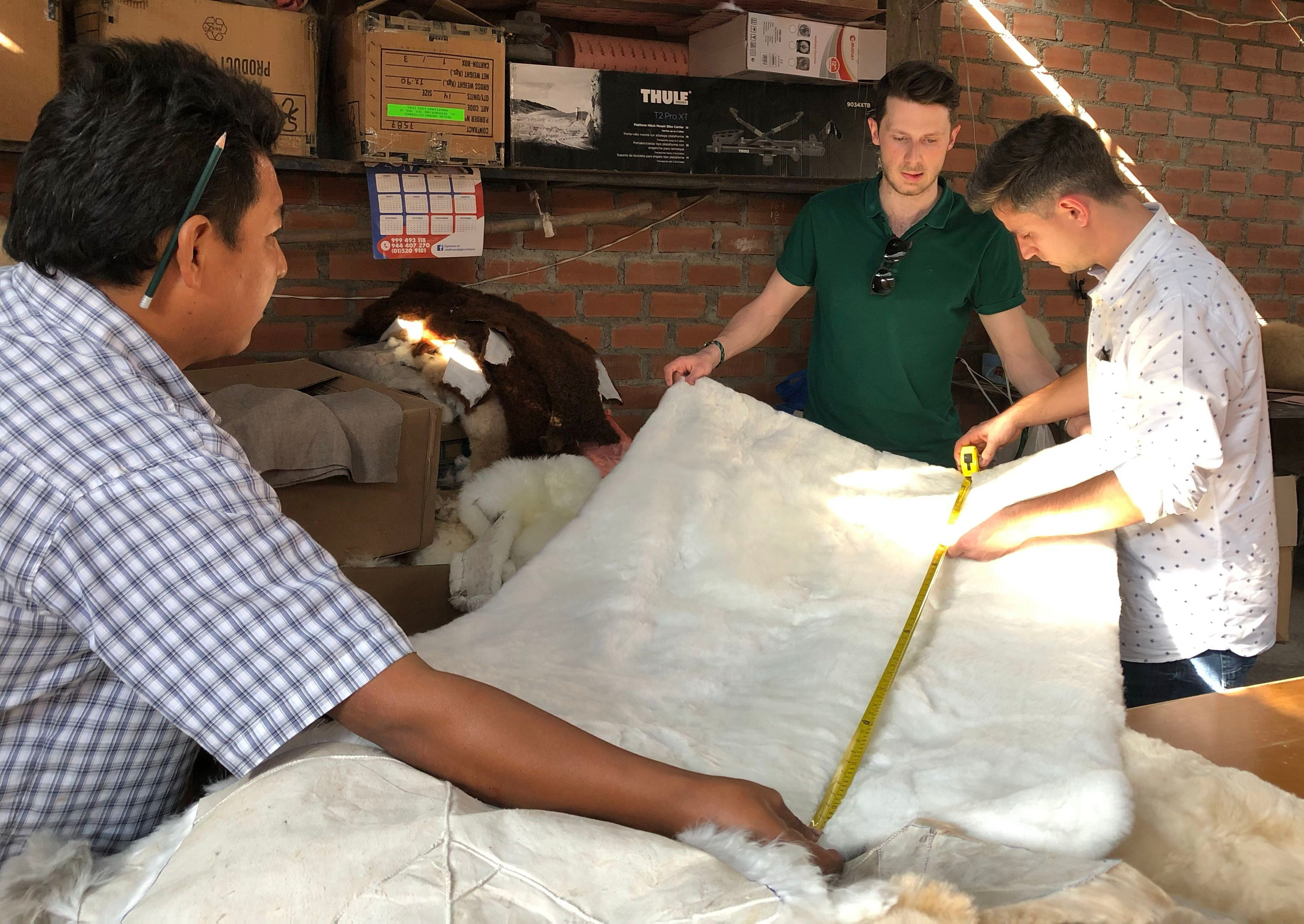
Deutsche Einkäufer in Peru beim Aussuchen von Alpaka-Felltafeln

Nach einer Einschätzung aus der Lederbranche weist die Wolle und das Fell vom Alpaka besondere, positive, für den Gebrauch geeignete Eigenschaften auf. „Die Haare sind fettfrei und sehr fein. Haare ohne Fette sind anti-allergen. Die hohlen Haare isolieren hervorragend gegen Kälte. Dazu ist das Haar vom Alpaka 0,02 Millimeter stark und weich, was dazu führt, dass es nicht kratzt.“
Von den drei Lamaarten wurden hauptsächlich die Guanakofelle genutzt, meist für Decken und Kleinteile, gelegentlich für Bekleidung, fast immer als Jacken. Vikunjafelle und Alpakafelle wurden in der Vergangenheit immer als mehr für die Wollverwertung geeignet angesehen. Das Guanako steht jedoch inzwischen im Anhang II des Washingtoner Artenschutz-Übereinkommens und das Fell darf nur mit der Exportgenehmigung des Ursprungslands gehandelt werden. Damit nahm die Nutzung des Alpakafelles einen deutlichen Aufschwung.
Die Verwendung des Alpakafelles und seine Verarbeitung entspricht im Wesentlichen dem des Guanakofelles. Das hauptsächliche Handels- und Exportprodukt sind auch beim Alpaka Felldecken.

Produkte aus Alpakafell
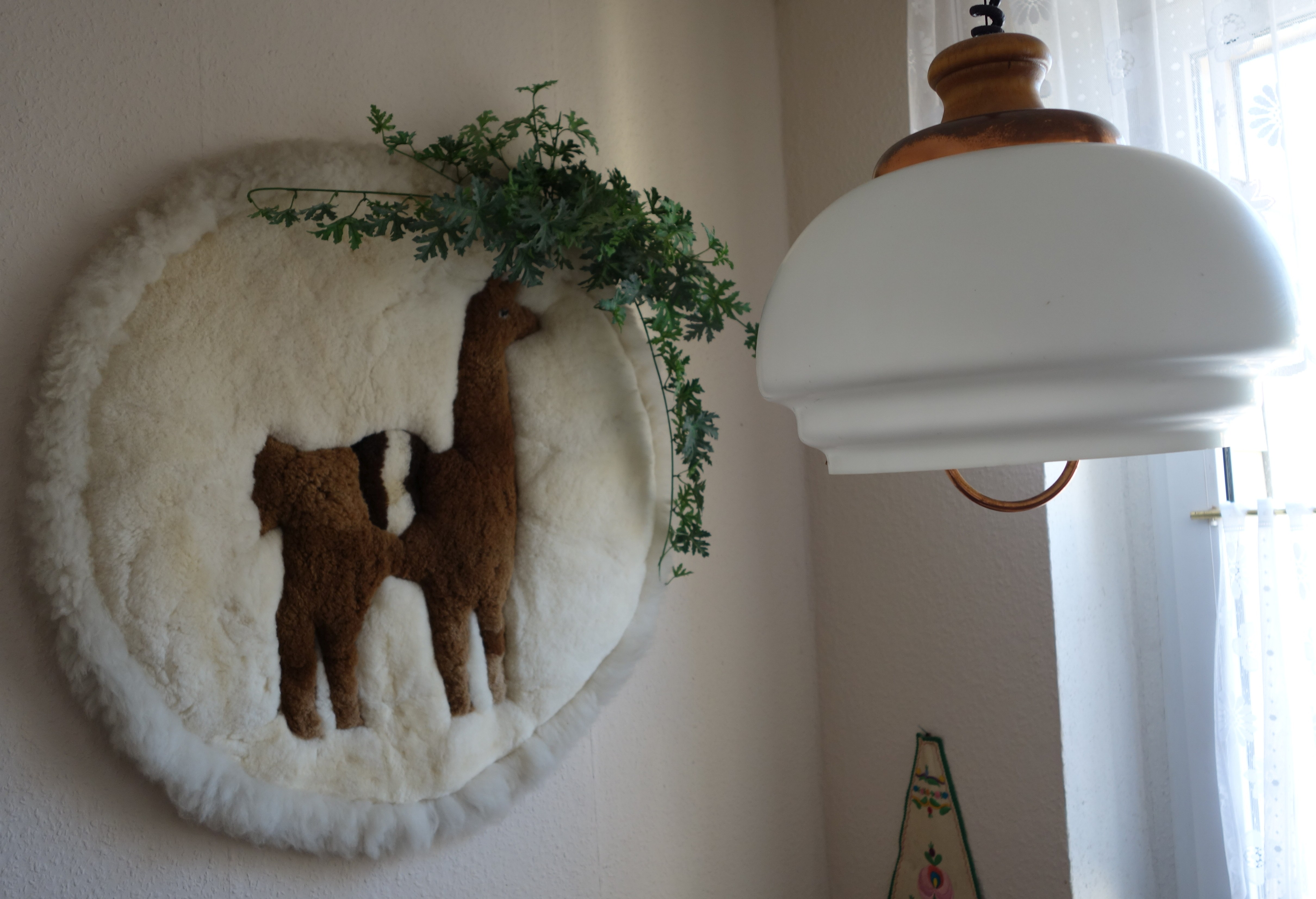
Pelzmosaik mit Abbildung eines Alpakas (ca. 1989)
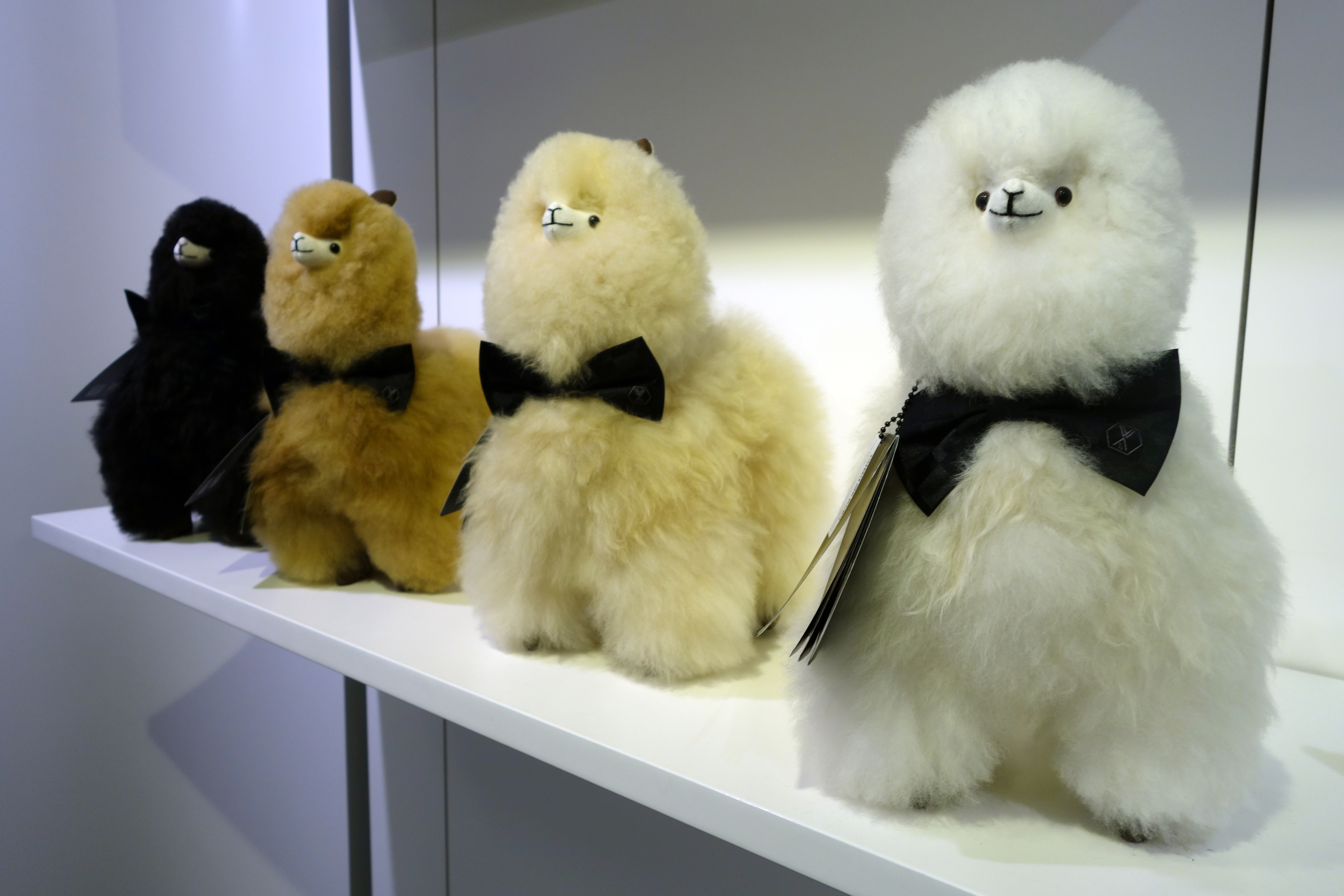
Alpakas als Kuscheltiere (2020)
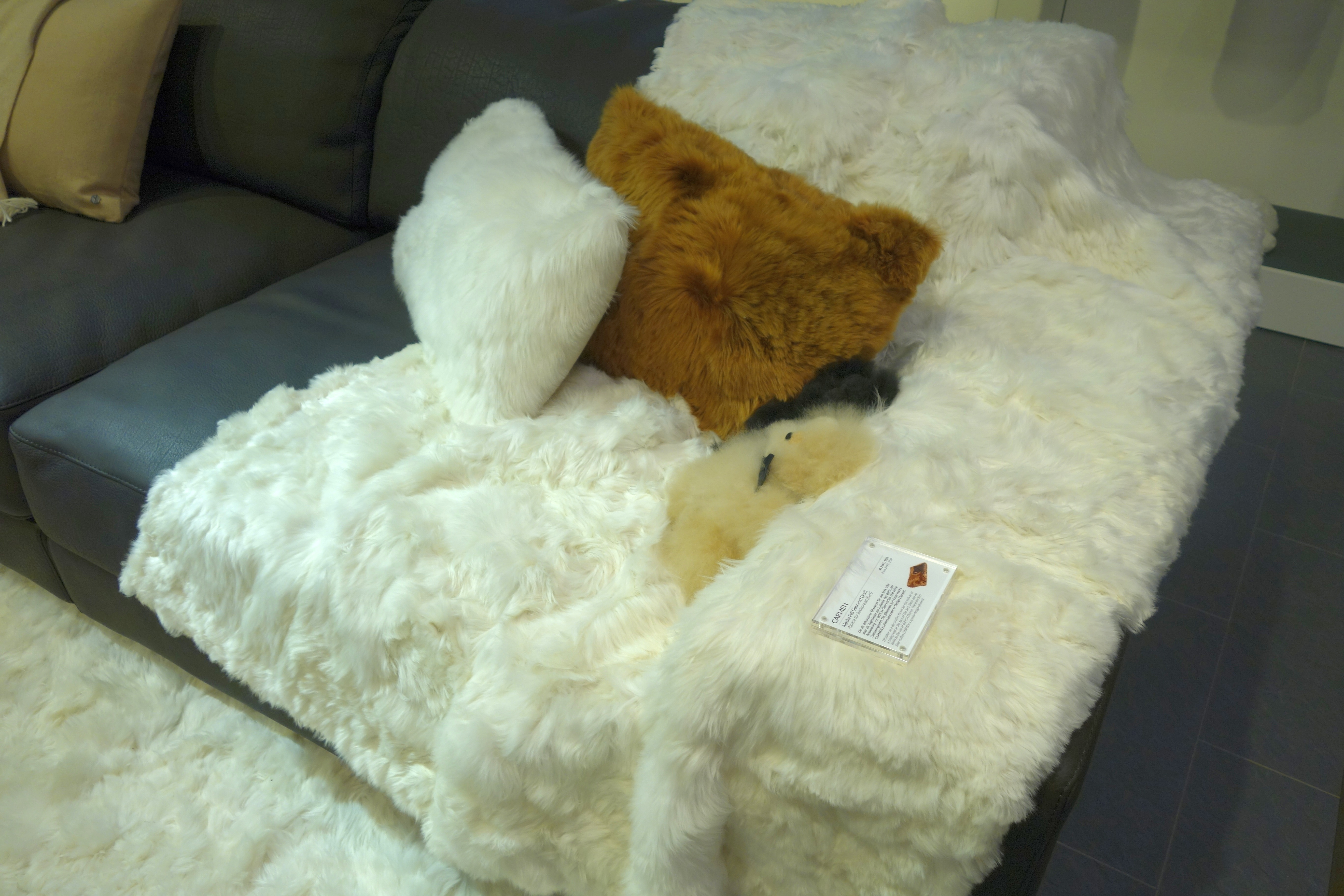
Kissen und Plaid (2020)
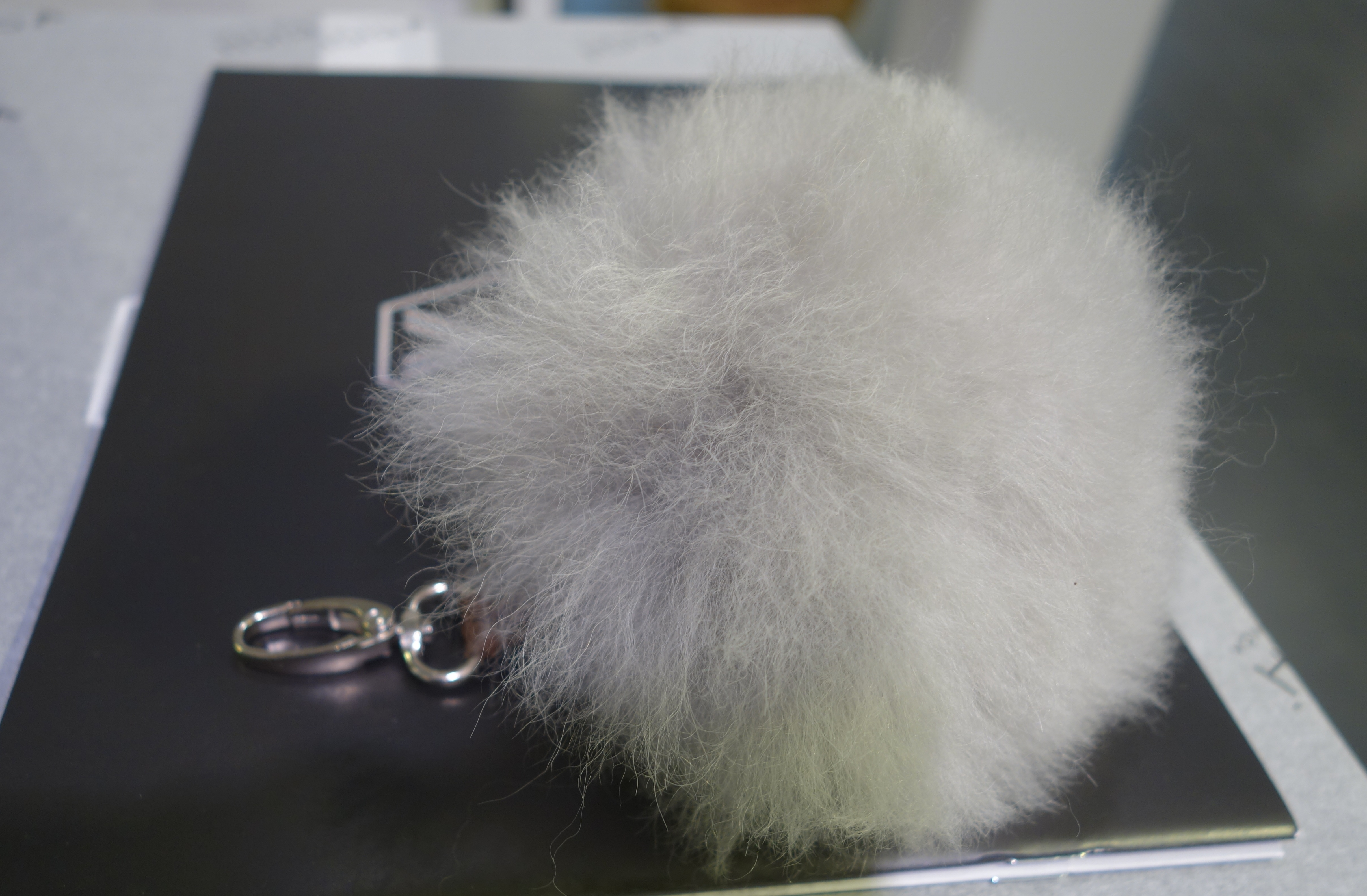
Schlüsselanhänger (2020)